# San Isidro, Unión Juárez
San Isidro är en ort i Mexiko.   Den ligger i kommunen Unión Juárez och delstaten Chiapas, i den sydöstra delen av landet, 900 km sydost om huvudstaden Mexico City. San Isidro ligger 1 531 meter över havet och antalet invånare är 117.
Terrängen runt San Isidro är bergig åt nordost, men åt sydväst är den kuperad. Terrängen runt San Isidro sluttar söderut. Runt San Isidro är det ganska tätbefolkat, med 155 invånare per kvadratkilometer. Närmaste större samhälle är Cacahoatán, 12,0 km sydväst om San Isidro. I omgivningarna runt San Isidro växer i huvudsak städsegrön lövskog.